# Ana Torroja (álbum)
Ana Torroja, publicado en 2001, es el segundo álbum grabado en estudio en idioma francés de Ana Torroja, después del álbum "Points cardinaux" lanzado en el año de 1997.
En el disco homónimo aparecen siete canciones en francés, donde cinco de ellas son inéditas y las demás ya conocidas de su anterior disco. 
Aunque el álbum no tuvo mayor relevancia, este traía un adelanto de su disco en español «Mes Prières» («Me basta con creer»), un dueto con el conocido cantante francés Patrick Bruel, además la versión en francés de «Corazones» («Coeurs»), canciones como «Et Je Revê» («Y sueño») y una versión de Cathy Dennis («Libre»).
Este álbum se completó con una gira por diferentes ciudades francesas, pero fue, según los propios comentarios de la cantante, su más sonoro fracaso, sin embargo su paso por Francia fue lo que le permitió producir su siguiente trabajo.

## Lista de canciones
| N.º | Título                                      | Escritor(es)                                 | Duración |  |
| 1.  | «Mes prières»                               | Maxim Nucci                                  | 3:43     |  |
| 2.  | «Apprends moi»                              | Nathaniel Brendel y Tristan Boccara          | 3:47     |  |
| 3.  | «Ya no te quiero»                           | Nacho Béjar                                  | 4:40     |  |
| 4.  | «Et je rêve»                                | Joelle Kopf y Michelle Amsellen              | 4:19     |  |
| 5.  | «Qui a le droit» (en dúo con Patrick Bruel) | Patrick Bruel y Gérard Presgurvic            | 3:43     |  |
| 6.  | «Coeurs» (Corazones)                        | A. Torroja, M. Bose, L. Ferrario y M. Grilli | 3:48     |  |
| 7.  | «Cuando no estás»                           | A. Torroja, A. Levin y A. Lindsay            | 4:21     |  |
| 8.  | «Ensemble»                                  | Peter Lorne                                  | 5:10     |  |
| 9.  | «Libre» (When dreams turn to dust)          | Cathy Dennis y Guy Chambers                  | 3:30     |  |
| 10. | «Bésame»                                    | A. Torroja, V. Canturia y A. Levin           | 4:12     |  |
| 11. | «Una canción de amor»                       | Txetxo Bengoetxea                            | 4:21     |  |